# 臺北市文山區永建國民小學

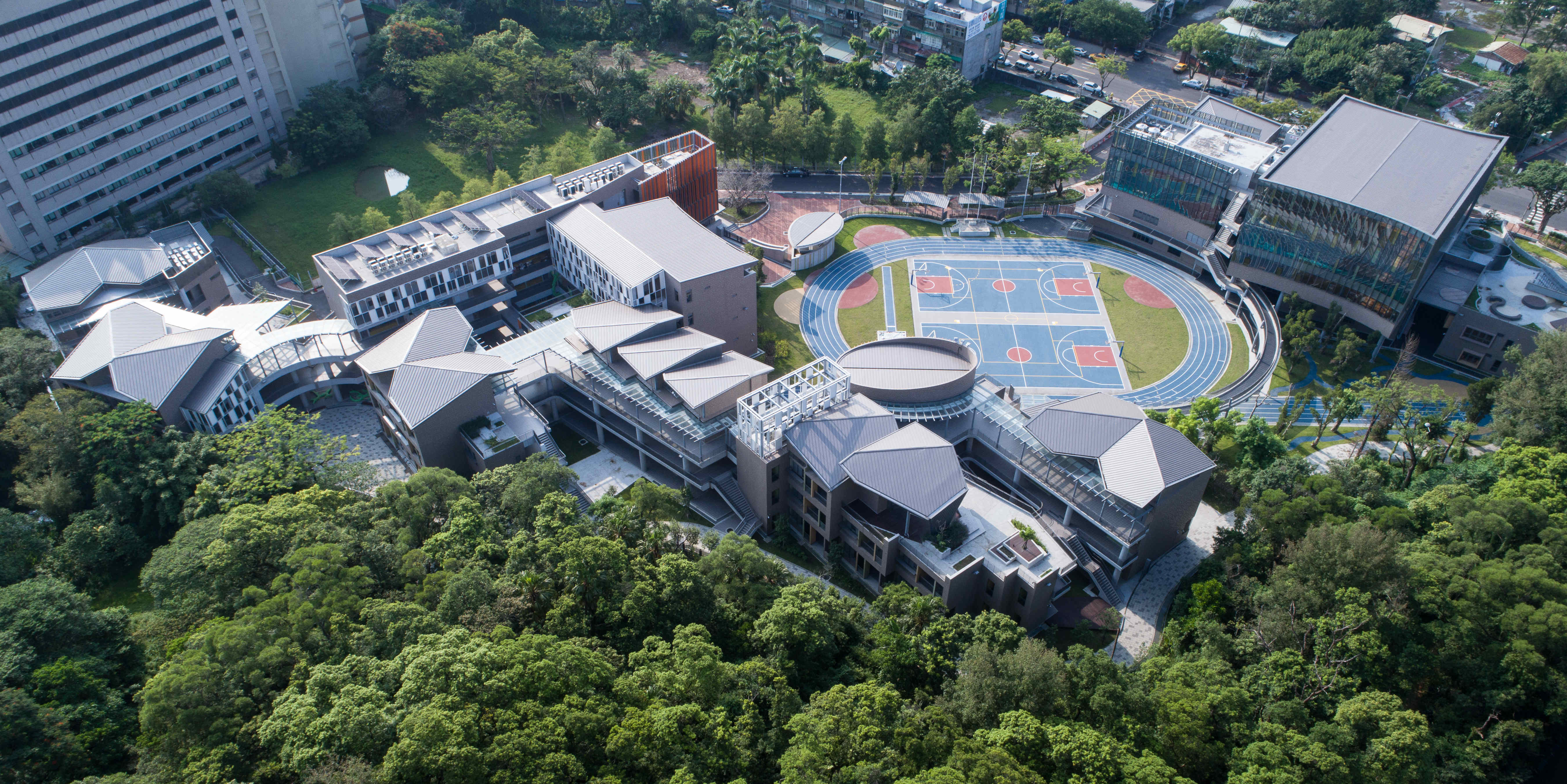
永建國民小學空拍圖

臺北市文山區永建國民小學(英語：Taipei Municipal Yongjian Elementary School)，簡稱永建國小，是位於臺北市文山區木柵路的市立國民小學。原名考試院附設私立中興小學，由考試院創辦。

## 校史

### 創校

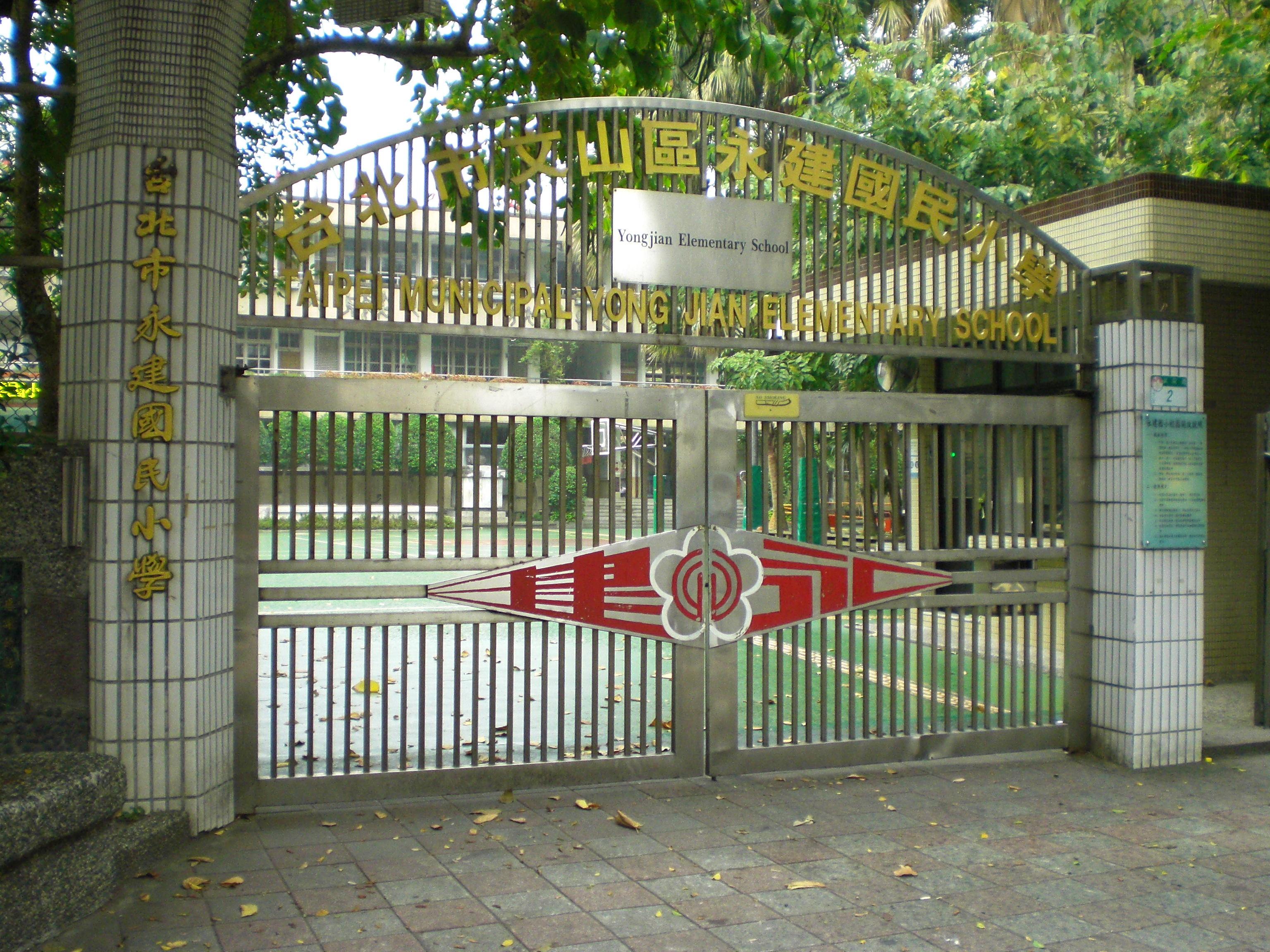
永建國民小學舊址大門

1952年，考試院附設私立中興小學成立，由時任考試院院長钮永建創辦。當時為了考慮考試院員工子女就學安全及方便，聯合考選部、銓敘部、聯合勤務總司令部軍醫署及經濟部成立董事會，以私立學校型態設校，首任董事長馬洪煥，首任校長劉劍寒，首屆學生人數僅63人。

### 改隸臺北市
因中興小學經費不足，經營困難，1967年臺北市升格院轄市後經董事會研議，移交臺北市政府教育局管轄，改為公立學校並更名「建興國民小學」。為紀念鈕永建創校貢獻，1969年更名為「永建國民小學」。

### 遷建校舍

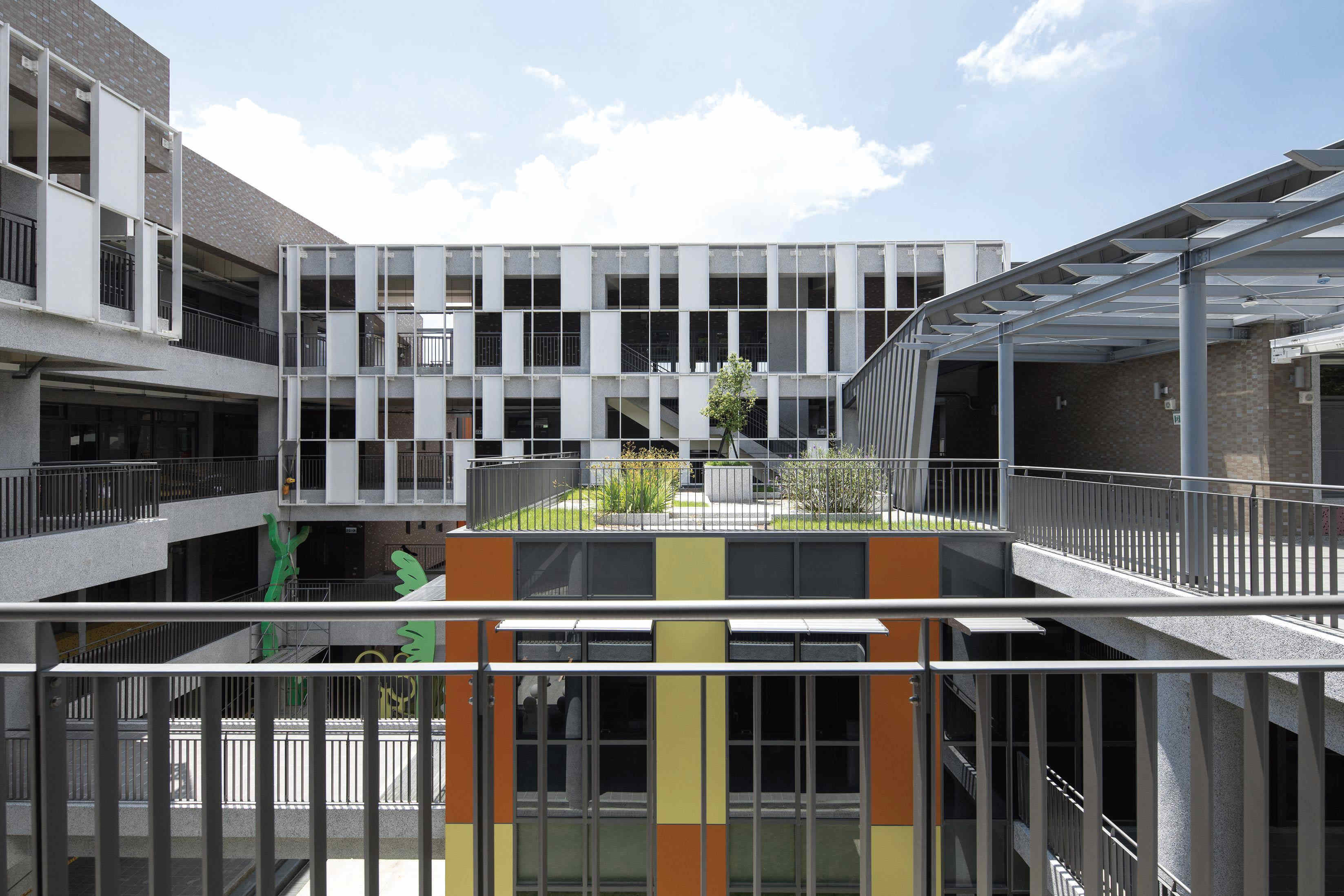
永建國小新址校舍

永建國小舊址校地面積僅4,747平方公尺，由於校地不足爭取遷校。於2018年8月遷移到木柵路一段311巷1號的新校區，此為國家發展研究院舊址一部分。土地由開發商元利建設捐贈，由戴嘉惠建築師事務所設計，面積2.27公頃。土地大部分屬於小學校地，其餘為住宅用地。附建公有地下停車場汽車216位，機車85位，解決周遭考試院國家考場、仙跡岩登山者停車問題。
永建國小舊址由臺北市同心華德福實驗教育機構向北市府教育局租用，於2019年8月進駐辦學。

## 外部連結
- 永建國小網站 （页面存档备份，存于）